# Judy-Lynn del Rey
Judy-Lynn del Rey, de soltera Benjamin (26 de gener de 1943 – 20 de febrer de 1986) va ser una editora de ciència-ficció.
Era fan i assistent habitual a les convencions de ciència-ficció i va anar ascendint en l'escala editorial, començant amb la feina a la revista de ciència-ficció Galaxy. Va ser directora de la revista Galaxy des del juliol de 1969 fins al juliol de 1971, mentre també treballava a la revista If .
Judy-Lynn era amiga de Lester del Rey, i es va casar amb ell el 21 de març de 1971, després de la mort de la seva tercera esposa. Després de traslladar-se a Ballantine Books, va revitalitzar la línia de ciència-ficció, que abans havia estat prominent, de l'editorial i poc després va contractar Lester per editar la línia de fantasia de Ballantine. Amb el seu èxit, li van donar el seu propi segell editorial, anomenat Del Rey Books. També va editar una sèrie antològica original de ciència-ficció, Stellar, una de les quals, Stellar núm. 2, va guanyar el premi Locus a la "Millor Antologia" el 1976. Com a editora, era coneguda per la seva relació amb els autors. Philip K. Dick la va qualificar de "mestra artesana" i "la millor editora amb qui he treballat mai", i Isaac Asimov la va descriure com "increïblement intel·ligent, enginyosa, emprenedora" i "generalment reconeguda (especialment per mi) com una de les millors editores del sector". També va tenir un paper decisiu en l'obtenció dels drets per publicar novel·les basades en la pel·lícula inèdita de George Lucas, Star Wars, que faria guanyar a Ballantine/Del Rey diversos milions de dòlars. Un altre èxit poc conegut va ser la reedició de La princesa promesa el 1977, després d'unes pobres vendes en la seva primera edició el 1973.
Judy-Lynn Del Rey va néixer amb nanisme.
Va patir una hemorràgia cerebral a l'octubre de 1985 i va morir uns mesos després. El 1986, va rebre pòstumament el Premi Hugo a la Millor Editora Professional, però Lester del Rey va rebutjar el premi en nom seu, dient que ella s'hauria oposat a que li donessin el premi només perquè havia mort recentment.
L'1 d'octubre de 2024, la PBS va estrenar un documental sobre ella, Judy-Lynn del Rey: The Galaxy Gal, que també es va emetre com a episodi de la sèrie de televisió del 2021 Renegades.